# Косово (Македонски Брод)
Косово (мкд. Косово) је насеље у Северној Македонији, у средишњем делу државе. Косово припада општини Македонски Брод.

## Географија
Насеље Косово је смештено у средишњем делу Северне Македоније. Од седишта општине, градића Македонски Брод, насеље је удаљено 45 km северно.
Рељеф: Косово се налази у области Порече, која обухвата средишњи део слика реке Треске. Дато подручје је изразито планинско. Насеље је положено на висовима изнад леве обале реке Треске, у најужем делу тока, у оквиру Поречке клисуре, која је на овом месту преграђена, па је образовано велико вештачко језеро. Западно од насеља уздиже се главно било Суве горе. Надморска висина насеља је приближно 920 метара.
Клима у насељу је планинска због знатне надморске висине.

## Историја
Почетком 20. века, као и Порече, становништво Косова је било наклоњено српској народној замисли, па се месно становништво у изјашњавало Србима.

## Становништво
По попису становништва из 2002. године, Косово је имало 70 становника.
Претежно становништво у насељу су етнички Македонци (100% према последњем попису).
Већинска вероисповест у насељу је православље.

## Галерија
- Косово, сеоска кућа 1
- Косово, сеоска кућа 2
- Косово, сеоска кућа 3
- Косово, припрема мреже за сушење печурки
- Косово, процес сушења печурки
- Косово, четвороразредна сеоска основна школа "Христијан Тодоровски Карпош"
- Косово, сеоско гробље